# Mark Nightingale
Mark Daryl Nightingale (Evesham, 29 mei 1967) is een Britse jazztrombonist, -componist en -arrangeur.

## Biografie
Hij begon met trombone spelen op 9-jarige leeftijd en speelde in zijn tienerjaren in het Midland Youth Jazz Orchestra en het National Youth Jazz Orchestra. Hij studeerde van 1985 tot 1988 aan het Trinity College of Music. Zijn eerste band als leader was het trombonekwintet Bonestructure en hij trad op als frontman van kwartetten en kwintetten tot een bigband met zijn eigen composities en arrangementen. Nightingale toerde en nam op met James Morrison in Europa van 1994 tot 1997. Hij heeft langdurige muzikale relaties gehad met John Dankworth, Stan Tracey, Alan Barnes en Andy Panayi. Nightingale heeft gecomponeerd voor trombone en andere koperblazers. Zijn gepubliceerde werken omvatten 20 Jazz Etudes (1995), Multiplicity (1996) Easy Jazzy Tudes (1998), Turning Back the Clock (2004) en Urbieplicity (2010). Hij speelde trombone op het album Ten Summoner's Tales van Sting.
Hij heeft gewerkt met of opgenomen met Louie Bellson, Ray Brown, Carl Fontana, Urbie Green, Scott Hamilton, Slide Hampton, Bill Holman, Lee Konitz, Cleo Laine, Claire Martin, Clark Terry en Kenny Wheeler,  Steely Dan, Kylie Minogue, Tom Jones, Madonna, Robbie Williams, Henry Mancini, Frank Sinatra, John Wilson en Michel Legrand. Hij dirigeert af en toe de BBC Big Band.
Hij was ontwerpadviseur voor het eerste instrument van Michael Rath Trombones.

## Prijzen en onderscheidingen
- British Jazz Awards - Best Trombonist (1994), (1996), (1998), (2000), (2002), (2004), (2006), (2008), (2009), (2010), (2011) (2013), (2014), (2015), (2016), (2017), (2018)[3]
- Worshipful Company of Musicians - Young Jazz Musician Award (1996)
- British Jazz Award - Rising Star 1993[3]

## Discografie

### Als leader
- 1989: Bone Structure (Calligraph)
- 1991: I Got Rhythm met het London Brass (Teldec)
- 1994: What I Wanted to Say met Ray Brown, Jeff Hamilton, Dado Moroni (Mons)
- 1995: Remember the Time met Clark Terry, Ray Brown, Jeff Hamilton, Dado Moroni (Mons)
- 1996: Some of Our Best Friends Met het London Trombone Quartet (ASC)
- 1997: Destiny (Mons)
- 2005: A Nightingale Sang
- 2010: Out of the Box (Woodville Records)
- 2010: 21 Trombones in the 21st Century met het New Trombone Collective (New Trombone Collective)
- 2014: The Sound of Jay & Kai met Alistair White (Woodville Records)[4][5]

### Als sideman
Met Alan Barnes
- 1998: A Dotty Blues (Zephyr)
- 2003: The Sherlock Holmes Suite (Woodville)
- 2004: The Marbella Jazz Suite (Big Bear)
- 2004: Songs for Unsung Heroes (Woodville)
- 2006: Seven Ages of Jazz (Woodville)
- 2015: A Jazz Christmas Carol (Woodville)
- 2017: Fish Tales (Woodville)[4]
- 2019: 60th Birthday Celebration (Woodville)

Met John Dankworth
- 1994: Nebuchadnezzar (Jazz House)
- 1995: Rhythm Changes (Jazz House)
- 2005: In a Mellow Tone (Qnote)
- ????: Live at Ronnie Scotts (Sepia)[4]

Met James Newton Howard
- 2014: Maleficent (Disney)
- 2016: Fantastic Beasts and Where to Find Them (Music On Vinyl)
- 2018: Fantastic Beasts: The Crimes of Grindelwald (Sony/WaterTower Music)

Met Claire Martin
- 1995: Old Boyfriends (Linn)
- 1995: Off Beat (Linn)
- 2015: A Modern Art (Linn)

Met Andy Panayi
- 1998: Blown Away (Jazz House)
- 2002: Time Displaced (Mainstem)
- 2005: News from Blueport (Woodville)
- 2009: The Solar Cats (Woodville)
- ????: Play Woolf Notes (Woolfnotes)
- ????: Whooeeee! (Mainstem)[4]

Met Colin Towns
- 1993: Mask Orchestra (Jazz Label)
- 1996: Nowhere & Heaven (Provocateur)
- 1997: Bolt from the Blue (Provocateur)
- 1999: Dreaming Man with Blue Suede Shoes (Provocateur)
- 2001: Another Think Coming (Provocateur)

Met Robbie Williams
- 2001: Live at the Albert (Chrysalis)
- 2001: Swing When You're Winning (Chrysalis)
- 2013: Swings Both Ways (Island)

Met anderen
- 1989: Eartha Kitt, I'm Still Here (Arista)
- 1989: Workshy, The Golden Mile (WEA)
- 1990: BBC Big Band, Special Edition (Actionbyte)
- 1990: National Youth Jazz Orchestra, Cookin' with Gas (NYJO)
- 1990: Eartha Kitt, Live in London (Ariola)
- 1992: John Harle, The Shadow of the Duke (EMI)
- 1992: Thilo Berg, Carnival of Life (Mons Records)
- 1993: Ana Belén, Veneno Para el Corazon (Ariola)
- 1993: Dominique Dalcan, Cannibale (Crammed Discs)
- 1993: Pet Shop Boys, Very (Parlophone)
- 1993: Sting, Ten Summoner's Tales (A&M)
- 1993: Tony Kinsey, Jazz Scenes (Chappell)
- 1993: Thilo Berg & Barbara Morrison, Live Blues for Ella (Mons)
- 1994: Clark Tracey, Full Speed Sideways (33 Jazz)
- 1994: James Morrison, Live in Paris (EastWest)
- 1995: Incognito, 100 degrees and Rising (Talkin' Loud)
- 1995: James Taylor Quartet, Retro Acid Jazz (Bruton Music)
- 1996: Ray Davies, Red Hot Latin (JW Music Library)
- 1997: Don Weller, Live (33 Jazz)
- 1997: Shakatak, Let the Piano Play (Victor)
- 1997: Wet Wet Wet, 10 (Mercury)
- 1998: James Galway, Tango del Fuego (RCA Victor)
- 1998: Jane McDonald, Jane McDonald (Focus)
- 1998: Dominique Dalcan, Ostinato (Island)
- 1998: Shakatak, Shinin' On (Instinct)
- 1999: Kenny Wheeler, A Long Time Ago (ECM)
- 1999: Stan Tracey, The Durham Connection (33 Jazz)
- 1999: Tom Jones, Reload (Gut)
- 1999: James Galway, Un-Break My Heart (RCA Victor)
- 2000: Sheena Easton, Fabulous (Universal)
- 2001: Dave O'Higgins, Big Shake Up (Candid Productions)
- 2001: Laurence Cottle, Jazz! (KPM Music)
- 2001: Jane McDonald, Love at the Movies (Universal)
- 2002: Beth Gibbons, Out of Season (Go! Beat)
- 2003: Jamie Cullum, Twentysomething (Universal/Verve/Candid)
- 2004: Charlie Watts, Watts at Scott's (Black Box/Sanctuary)
- 2004: Chris Botti, When I Fall in Love (Columbia)
- 2004: Janette Mason, Din and Tonic (Fireball)
- 2004: Nightwish, Once (Spinefarm)
- 2004: Westlife, ...Allow Us to Be Frank (RCA)
- 2004: Dave O'Higgins, Push (Shortfuse)[4]
- 2005: Gerard Kenny, Coming Home (Park)
- 2005: Jo O'Meara, Relentless (Sanctuary)
- 2005: Lance Ellington, Lessons in Love (Vocalion)
- 2006: Scott Hamilton, Our Delight (Woodville)
- 2007: Georgie Fame, The Birthday Band (Three Line Whip)
- 2007: Kylie Minogue, Showgirl Homecoming Live (Parlophone)
- 2007: Michael Davis, Absolute Trombone II (Hip-Bone Music)
- 2008: Take That, The Circus (Polydor)
- 2008: Tina Arena, Songs of Love & Loss 2 (EMI/Capitol)
- 2009: Allan Ganley, June Time (Vocalion)
- 2009: Codeine Velvet Club, Codeine Velvet Club (Island)
- 2009: God Help the Girl, God Help the Girl (Matador)
- 2010: Atticus Ross, The Book of Eli (Reprise)
- 2010: Hans Koller, Cry, Want (Psi)
- 2010: John Barrowman, John Barrowman (Sony/Arista)
- 2010: Tommy Whittle, The Tenor Connection (Spotlite)
- 2010: Stan Tracey, The Later Works (Resteamed)
- 2011: The Horrors, Skying (XL)
- 2011: Warren Vaché jr. & Alan Barnes, The London Sessions (Woodville)
- 2012: Melanie C, Stages (Red Girl)
- 2012: Paloma Faith, Fall to Grace (Epic)
- 2012: Shiro Sagisu, Music from Evangelion: 3.0 You Can (Not) Redo. (Starchild)
- 2012: Kenny Wheeler, The Long Waiting (CAM Jazz)
- 2013: Chris Farlowe, As Time Goes By (MIG)
- 2013: Laura Mvula, Sing to the Moon (RCA Victor/Sony)
- 2013: Michael Gibbs, Play Gil Evans (Whirlwind)
- 2013: Shiro Sagisu, Evangelion:3.33 You Can (Not) Redo (Starchild)
- 2014: Alexandre Desplat, The Grand Budapest Hotel (Fox)
- 2014: John Illsley, Testing the Water (Creek)
- 2014: Seth MacFarlane, Holiday for Swing! (Republic)
- 2014: Stan Kenton, Horns of Plenty Vol. 3 (Tantara)
- 2015: Gavin Harrison, Cheating the Polygraph (Kscope)
- 2015: Joe Stilgoe, New Songs for Old Souls (Linn)
- 2015: Van Morrison, Duets: Re-working the Catalogue (RCA)
- 2015: National Youth Jazz Orchestra, NYJO Fifty (Whirlwind)
- 2015: Nightwish, Endless Forms Most Beautiful (Nuclear Blast)
- 2016: Hans Zimmer, Kung Fu Panda 3 (Sony)
- 2016: Paul Carrack, Soul Shadows (Carrack-UK)
- 2017: Gregory Porter, Nat King Cole & Me (Blue Note)
- 2018: Alan Hawkshaw & Brian Bennett, Full Circle (KPM Music)
- 2018: Benjamin Wallfisch, King of Thieves (Milan)
- 2018: Johnny Hallyday, Mon Pays C'est L'amour (Warner)
- 2018: Michael Giacchino, Jurassic World: Fallen Kingdom (Back Lot Music)
- 2019: Sting, My Songs (A&M/Cherrytree/Interscope)

- Bibsys: 3081720
- Biblioteca Nacional de España: XX5076863
- Gemeinsame Normdatei: 134917561
- International Standard Name Identifier: 0000 0000 5859 8528
- Library of Congress Control Number: no00014233
- MusicBrainz: b1b2f2ea-e978-42f1-971e-69a9cda8ec54
- Nationale Bibliotheek van Tsjechië: xx0191573
- Virtual International Authority File: 79854688
- WorldCat: E39PBJyrYdgYyh3BkppDb3cVmd